# Motor Girl
Motor Girl est une série de bande dessinée américaine de science-fiction écrite et dessinée par Terry Moore, publiée par Abstract Studio. Elle est initialement publiée en dix numéros entre novembre 2016 et novembre 2017 à un rythme mensuel ; une traduction française est publiée par Delcourt en août 2018.
L'histoire est une comédie dramatique centrée autour du personnage de Sam, une vétérane de la guerre d'Irak souffrant d'un syndrome de stress post-traumatique. Elle travaille seule dans une casse automobile avec son ami imaginaire prénommé Mike, un gorille. Alors qu'elle découvre que la propriétaire de la décharge va potentiellement vendre le terrain, elle commence à recevoir la visite d'extraterrestres amicaux ; Sam s'oppose alors à la vente de la casse.
La série reçoit des critiques globalement positives ; les commentateurs notent que le ton de l'œuvre est sensiblement différent du reste de la bibliographie de l'auteur.

## Synopsis
L'histoire de la bande dessinée mélange comédie dramatique et science-fiction ; elle suit Samantha Locklear, dite Sam, qui travaille dans casse automobile coupée du monde dans le désert du Nevada. Sam est une vétérane de la guerre d'Irak et souffre d'un syndrome de stress post-traumatique ainsi que de migraines ; pour faire face aux traumatismes qu'elle a vécu lors de la guerre, elle s'est créé un ami imaginaire prénommé Mike, un gorille doué de parole. À la fois Mike et Libby, la propriétaire de la casse, conseillent à Sam de se faire soigner, ce qu'elle refuse, car la présence rassurante de Mike est probablement liée à la cause de ses migraines.
Libby reçoit un jour une proposition d'achat du terrain de la casse de la part d'un scientifique nommé Walton, qui travaille pour le gouvernement américain ; le soir même, Sam reçoit la visite d'extraterrestres à bord d'une soucoupe volante ; elle se lie d'amitié avec un extraterrestre qu'elle décide de nommer Bik. Il est rapidement révélé que Walton cherche, par le biais de l'achat du terrain, à capturer des extraterrestres.
Sam s'oppose alors à Walton et à ses hommes de mains, mais sa situation clinique se détériore rapidement et elle risque de mourir de ses séquelles.

## Genèse de l'œuvre

### Origine
Terry Moore conçoit les premières ébauches de Motor Girl en 2007, après avoir complété sa série Strangers in Paradise ; l'idée originale lui vient après avoir dessiné une mécanicienne et un gorille, sur fond d'une station-service et des motos, l'histoire est alors à propos d'une course de moto dans le but de gagner de l'argent. Après avoir complété sa série Echo en 2011, Moore souhaite travailler sur Motor Girl, mais lorsqu'un autre dessinateur lui explique qu'il travaille déjà sur une série nommée « Motor Girl », Moore préfère commencer une autre série, Rachel Rising ; l'auteur reprend alors des éléments de l'héroïne de Motor Girl pour un personnage secondaire de Rachel Rising prénommé Jet.

### Création
Rachel Rising complétée en 2016, Moore décide de travailler sur Motor Girl, comme la série de l'autre dessinateur n'a jamais vu le jour. Mais l'histoire originelle ne convient plus à l'auteur, il la juge trop simple ; affecté par les attentats du 11 septembre 2001, il s'intéresse aussi aux anciens combattants de la guerre d'Irak, et notamment le rôle que jouent les femmes dans l'armée américaine et leurs expériences en tant que soldat. Il exploite alors le thème du syndrome de stress post-traumatique et s'inspire de la bande dessinée Calvin et Hobbes pour le personnage de Mike.

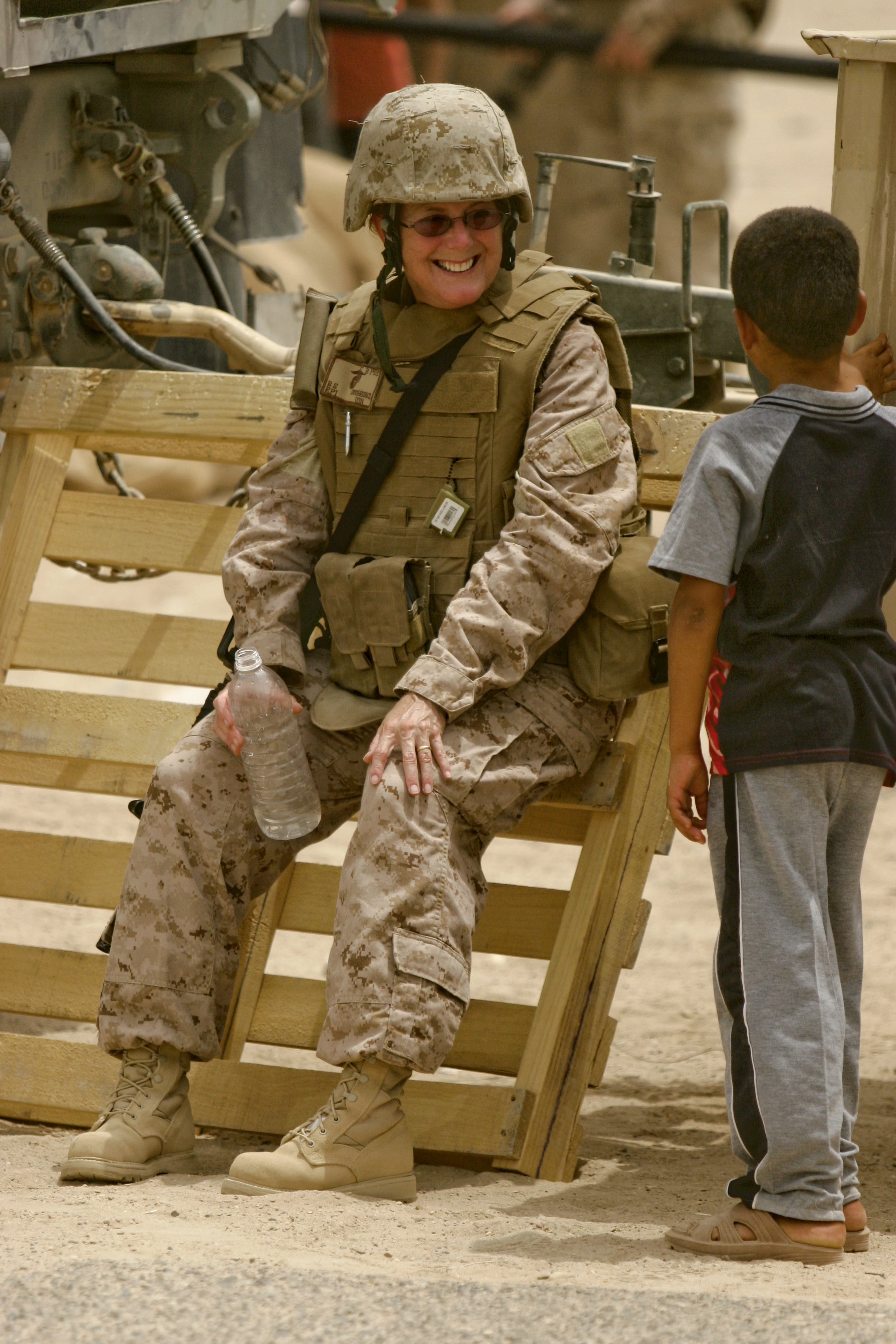
Une marine américaine avec un enfant lors de la guerre d'Irak ; le traumatisme de Sam est entre autres causé par sa rencontre avec un jeune garçon.

Enfin, Moore relie Motor Girl à ses œuvres précédentes, qui se déroulent toutes dans un même univers, le « Terry'Verse » ; ainsi Libby apparaît déjà dans Strangers in Paradise, où elle est la tante de Francine, l'un des personnages principaux de l'œuvre, ou encore Walton travaille pour une succursale du Cerenh, le laboratoire sous contrat de l'armée américaine dans Echo.
Terry Moore travaille seul sur la série ; initialement prévue pour 6 ou 8 numéros, la série totalise finalement 10 numéros, publiés entre novembre 2016 et novembre 2017 par Abstract Studio, la société de Moore.

### Publication et traductions
Les 10 numéros sont rassemblés dans deux volumes reliés de 5 numéros chacun ; le premier est sous-titré Real Life et le second No Man Left Behind ; ils sont publiés respectivement en mars 2017 et décembre 2017. Une édition intégrale est quant à elle publiée en mars 2018.
La série est par la suite traduite en plusieurs langues, comme l'italien ou l'allemand ; la traduction française est réalisée par Anne Delcourt à partir de l'édition intégrale, elle est éditée en août 2018 par la maison d'édition Delcourt dans sa collection Contrebande.

## Analyses

### Style
Pour Motor Girl, Terry Moore  adopte un style similaire à ses précédentes œuvres, caractérisées par un dessin en noir et blanc avec un usage de traits épurés, une alternance entre comédie et drame où les éléments fantastiques ne sont qu'un prétexte pour explorer des histoires personnelles, et une mise en avant de protagonistes féminins indépendants et naturels, qu'ils soient de belles jeunes femmes comme Samantha ou des plus âgées et moins jolies comme Libby.
Mais l'œuvre diverge par son usage de la comédie, beaucoup plus orientée vers le slapstick, particulièrement en contraste avec sa précédente œuvre, Rachel Rising, plus sombre et intense ; dans un entretien pour le site Comic Book Resources l'auteur explique qu'il avait besoin de dessiner quelque chose de plus léger après Rachel Rising, et qu'il a utilisé un pinceau et un papier rugueux pour donner un aspect cartoon à l'œuvre. Il déclare aussi pour le quotidien le Soir que son usage important de la comédie afin de parler des traumatismes de la guerre agit comme un « ballon d'espoir » et que « si on peut rire aujourd'hui, on peut retrouver une vie normale demain ».
Cet humour accompagne un récit parfois surréaliste et chaotique entrecoupé de nombreux flashbacks de Sam sur la guerre d'Irak, et où la frontière entre la réalité et les chimères s'effondre dans le but de pousser le lecteur à se demander quelle part de l'histoire est le produit de l'imagination de la protagoniste ou non.

### Sources d'inspiration

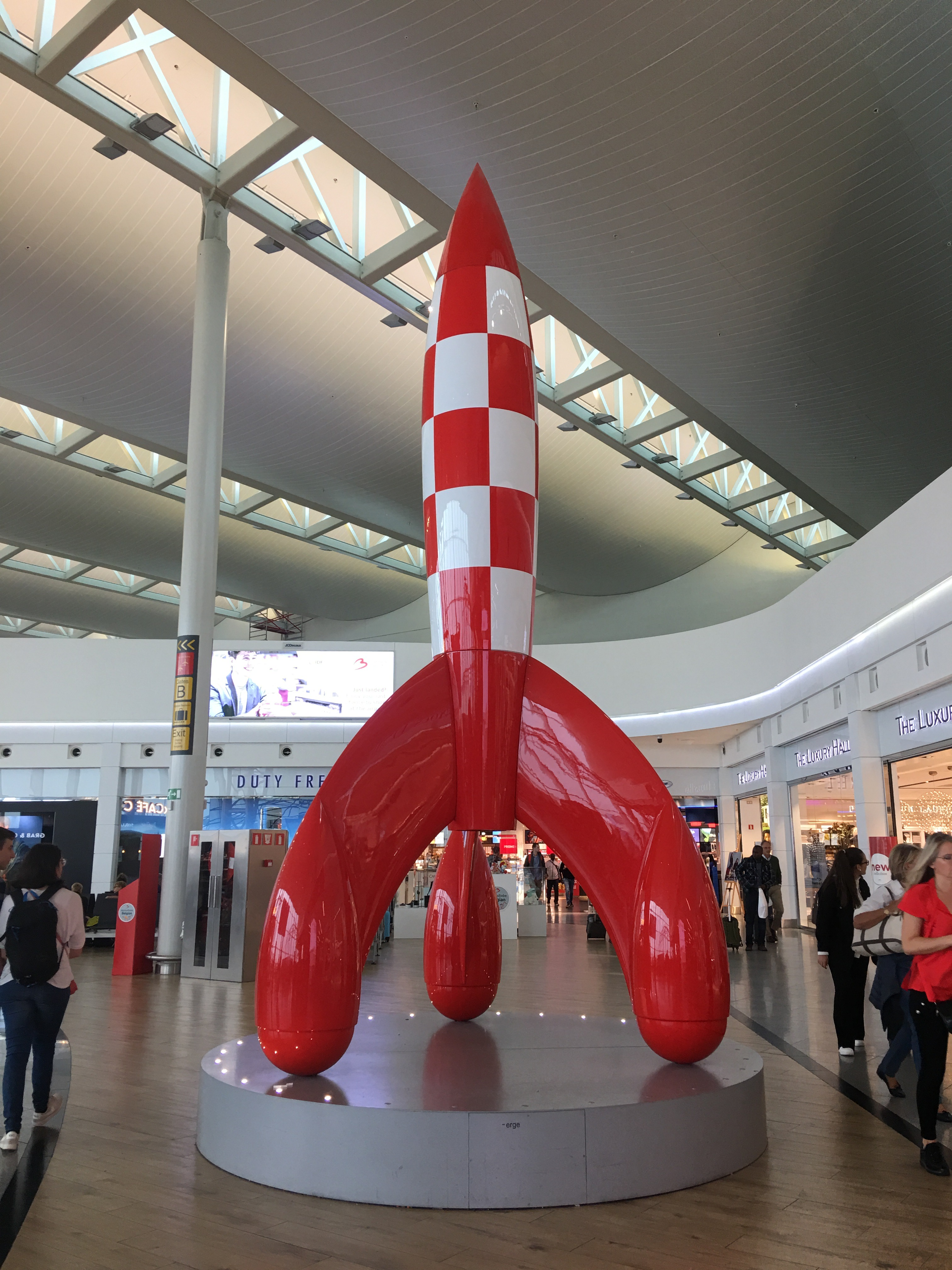
Reproduction de la fusée de Tintin.

Selon l'auteur Calvin et Hobbes est une importante source d'inspiration pour Motor Girl. En outre les critiques perçoivent d'autres sources d'inspiration et des références qui selon Franck Guigue en fait un récit de science-fiction « à la culture geek ».
Ainsi Guigue fait le parallèle avec la série Love and Rockets des frères Hernandez avec « la petite brunette « qui en a », le sidekick gorille, la casse auto et les soucoupes volantes » quand Christian Endres y voit des échos de l'équipage extraterrestre dans Swamp Thing d'Alan Moore.
Outre les sources d'inspiration, Endres voit des références aux Aventures de Tintin de Hergé et sa fusée, ainsi que des citations de Stephen Hawking et d'Arthur C. Clarke, quand Thomas Klingenmaier y ajoute des références aux films de James Bond.

## Réception
Motor Girl reçoit un bon accueil critique en Amérique du Nord ; ainsi selon l'agrégateur de critiques Comicbook Round up, la série obtient une note moyenne de 8.7/10 en comptant chaque numéro et les deux volumes reliés. En outre la série est selon io9 la 13e meilleure série de bande dessinée publiée en 2017.
La version francophone est elle aussi bien reçue par les critiques ; Franck Guigue pour BDZoom qualifie la série de « Un régal, émouvant, car associant action, humour et réflexion, à propos d'un sujet de fond aux États-Unis aujourd'hui » ou encore Marc Vandermeer pour Actua BD déclare qu'il s'agit d'un « récit humoristique finement élaboré mais également une œuvre touchante et humaine » ; du côté de la presse généraliste Pauline Croquet pour le Monde déclare que l'œuvre propose « un récit dont le dessin tout en lignes claires et les dialogues désinvoltes offrent une dramaturgie solaire et une aventure intérieure, portées par une part d'ombre et de mystères » quand Seze Richard pour Valeurs actuelles explique que le récit est « improbable, parfois longuet, tout à la fois convenu et original ».

## Postérité
Une fois la publication de Motor Girl terminée, Terry Moore développe plus ostensiblement le « Terry'Verse » en rassemblant les différentes intrigues et héroïnes de l'univers, d'abord avec une reprise de Strangers in Paradise, puis avec Cinq ans, le premier véritable crossover du « Terry'Verse » ; Samantha y fait des caméos en tant que garde du corps du personnage de Francine et ses enfants,.
En février 2019, Moore annonce qu'il travaille sur le script d'une adaptation de Motor Girl en série télévisée pour la plateforme de vidéo à la demande Hulu, sans donner plus d'information.

### Critiques
- (en) Jess Camacho, « Pick of the Week : “Motor Girl” #1 », sur Multiversity Comics, 3 novembre 2016 (consulté le 3 octobre 2020).
- (en) Hassan Otsmane-Elhaou, « Strip Panel Naked : How Terry Moore’s ‘Motor Girl’ Conveys Dominating Personalities », sur Comics Alliance, 26 janvier 2017 (consulté le 2 octobre 2020).
- (it) Andrea Antonazzo, « Una ragazza, un gorilla, gli alieni. “Motor Girl” di Terry Moore », sur Fumettologica, 7 mars 2018 (consulté le 2 octobre 2020).
- Franck Guigue, « « Motor Girl » par Terry Moore », sur BDZoom, 8 septembre 2018 (consulté le 3 octobre 2020).
- Marc Vandermeer, « Motor Girl - Par Terry Moore - Delcourt Comics », sur Actua BD, 12 septembre 2018 (consulté le 3 octobre 2020).
- (de) Thomas Klingenmaier, « Der nette Gorilla im Kopf », Stuttgarter Zeitung,‎ 27 décembre 2018.
- (de) Christian Endres, « „Motor Girl“ : Versehrte Veteranin », Der Tagesspiegel,‎ 4 janvier 2019 (lire en ligne, consulté le 3 octobre 2020).

### Entretiens
- (en) Michael C. Lorah, « Gorillas! UFOs! Motorcycles! Terry Moore Talks Motor Girl », sur Comic Book Resources, 6 décembre 2016 (consulté le 2 octobre 2020).
- Terry Moore (Propos recueillis par Daniel Couvreur), « La guerre à travers les yeux d’une femme », Le Soir,‎ 2 février 2019, p. 40 (lire en ligne, consulté le 3 octobre 2020).